# Melampitta lugubris
La melampita chica  (Melampitta lugubris) es una especie de ave paseriforme de la familia Melampittidae endémica de los bosques tropicales montanos de Nueva Guinea. En la actualidad se clasifica en la familia Melampittidae pero anteriormente se consideró próxima o en algunos de los siguientes grupos: Orthonychidae, Paradisaeidae, Corcoracidae, Cnemophilidae o  Monarchidae.
El nombre local que le da el pueblo Ketengban de las montañas Jayawijaya, es golík

## Descripción
Mide unos 18 cm de largo y su plumaje es completamente negro, sus patas son largas y su cola es corta. Ambos sexos son casi idénticos, los distingue el color del iris, el macho posee un iris carmensí, mientras que el de la hembra es marrón oscuro.
La melampitta chica construye nidos en forma de domo en los bosques. Su dieta es principalmente insectos.